# Machemont
Machemont est une commune française située dans le département de l'Oise (région Hauts-de-France).

## Géographie

### Localisation
Machemont est un gros village picard de la vallée du Matz dans le Noyonnais située à mi-distance de Noyon et de Compiègne.
Le Noyonnais est, sur le plan historique et culturel, une région naturelle correspondant au bassin hydrographique de la rive droite de l'Oise entre le Beauvaisis à l'ouest et la Thiérache à l'est, le Santerre et le Vermandois au nord et le Soissonnais et le Laonnois au sud.
Machemont  est situé, à vol d'oiseau, à 10 km au nord de Compiègne et 80 km de Paris, 35 km au nord-est de Clermont et 55 km de Beauvais, 23 km au sud de Roye (Somme), à 13 km au sud-ouest de Noyon et 36 km au nord-ouest de Soissons.
La commune se trouve dans l'aire d'attraction de Compiègne, ainsi que dans son unité urbaine et dans sa zone d'emploi. Elle se trouve également dans le bassin de vie de Thourotte.

### Communes limitrophes
Les communes limitrophes sont  Cambronne-lès-Ribécourt, Cannectancourt, Chevincourt, Mélicocq, Ribécourt-Dreslincourt et Thourotte.
|             | Cannectancourt | Ribécourt-Dreslincourt  |
| Chevincourt | Machemont      | Cambronne-lès-Ribécourt |
| Mélicocq    | Thourotte      |                         |

### Géologie et relief
La superficie de la commune est de 6,33 km2 ; son altitude varie de 36  à   173 mètres.
Sur une colline à la limite du Bois de Thiescourt, exposées sud, les pentes de ce village étaient jadis plantées de vignes. Désormais, le territoire de la commune se partage entre bois et champs. La terre est riche et grasse. On y trouve très rapidement de la glaise, puis de la craie. D'ailleurs le vieux village en est construit à grosses pierres. Le Matz coule à son pied avant d'aller se jeter dans l'Oise.

### Hydrographie

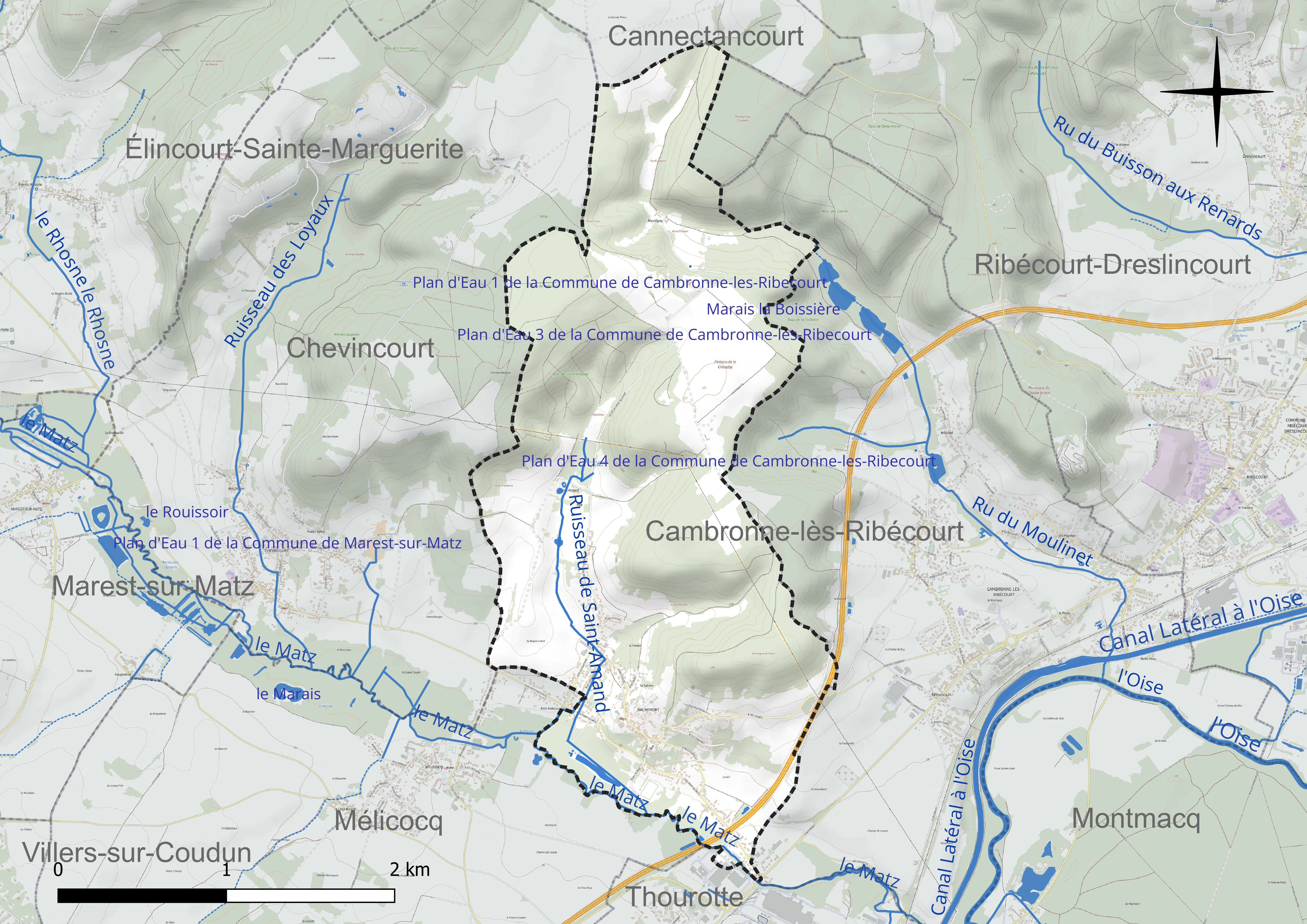
Carte hydrographique de la commune.

Le Matz, un affluent de l'Oise et donc un sous-affluent de la Seine, forme la limite communale vers le sud.
Le ruisseau de Saint-Amand, qui draine le territoire communal, y conflue.

### Climat
Pour des articles plus généraux, voir Climat des Hauts-de-France et Climat de l'Oise.
En 2010, le climat de la commune est de type climat océanique dégradé des plaines du Centre et du Nord, selon une étude du CNRS s'appuyant sur une série de données couvrant la période 1971-2000. En 2020, Météo-France publie une typologie des climats de la France métropolitaine dans laquelle la commune est dans une zone de transition entre le climat océanique et le climat océanique altéré et est dans la région climatique Nord-est du bassin Parisien, caractérisée par un ensoleillement médiocre, une pluviométrie moyenne régulièrement répartie au cours de l’année et un hiver froid (3 °C).
Pour la période 1971-2000, la température annuelle moyenne est de 10,7 °C, avec une amplitude thermique annuelle de 15,2 °C. Le cumul annuel moyen de précipitations est de 728 mm, avec 10,9 jours de précipitations en janvier et 9,2 jours en juillet. Pour la période 1991-2020, la température moyenne annuelle observée sur la station météorologique la plus proche, située sur la commune de Margny-lès-Compiègne à 9 km à vol d'oiseau, est de 11,2 °C et le cumul annuel moyen de précipitations est de 633,5 mm,. Pour l'avenir, les paramètres climatiques de la commune estimés pour 2050 selon différents scénarios d'émission de gaz à effet de serre sont consultables sur un site dédié publié par Météo-France en novembre 2022.

### Milieux naturels et biodiversité
Le site souterrain de Machemont accueille plus d'une centaine de chauve-souris en période d'hibernation, notamment des  petits Rhinolophes (Rhinolophus hipposideros). Une flore remarquable, comprenant notamment fougères et orchidées y prospère.

## Urbanisme

### Typologie
Au 1er janvier 2024, Machemont est catégorisée ceinture urbaine, selon la nouvelle grille communale de densité à sept niveaux définie par l'Insee en 2022.
Elle appartient à l'unité urbaine de Compiègne, une agglomération intra-départementale regroupant quatorze  communes, dont elle est une commune de la banlieue,,.
Par ailleurs la commune fait partie de l'aire d'attraction de Compiègne, dont elle est une commune de la couronne,. Cette aire, qui regroupe 101 communes, est catégorisée dans les aires de 50 000 à moins de 200 000 habitants,.

### Occupation des sols

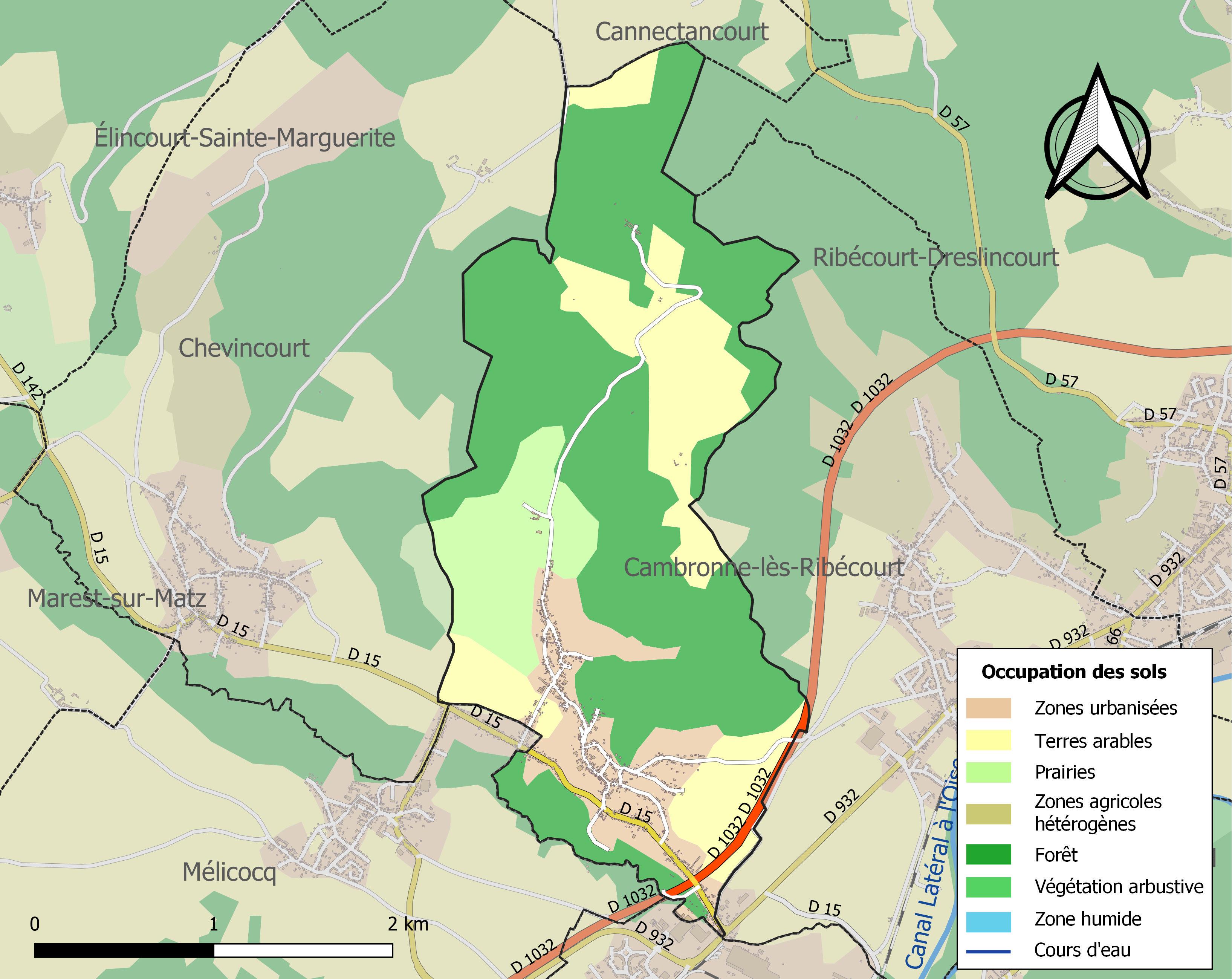
Carte des infrastructures et de l'occupation des sols de la commune en 2018 (CLC).

L'occupation des sols de la commune, telle qu'elle ressort de la base de données européenne d’occupation biophysique des sols Corine Land Cover (CLC), est marquée par l'importance des forêts et milieux semi-naturels (54,8 % en 2018), une proportion identique à celle de 1990 (54,8 %).
La répartition détaillée en 2018 est la suivante : forêts (54,8 %), terres arables (22,1 %), zones urbanisées (12,6 %), prairies (10,5 %).
L'évolution de l’occupation des sols de la commune et de ses infrastructures peut être observée sur les différentes représentations cartographiques du territoire : la carte de Cassini (XVIIIe siècle), la carte d'état-major (1820-1866) et les cartes ou photos aériennes de l'IGN pour la période actuelle (1950 à aujourd'hui).

### Habitat et logement
En 2021, le nombre total de logements dans la commune était de 376, alors qu'il était de 312 en 2016 et de 296 en 2011.
Parmi ces logements, 90 % étaient des résidences principales, 1,4 % des résidences secondaires et 8,6 % des logements vacants. Ces logements étaient pour 97,5 % d'entre eux des maisons individuelles et pour 2 % des appartements.
Le tableau ci-dessous présente la typologie des logements à Machemont en 2021 en comparaison avec celle de l'Oise et de la France entière. Une caractéristique marquante du parc de logements est ainsi la faible proportion des résidences secondaires et logements occasionnels (1,4 %) par rapport au département (2,4 %) et à la France entière (9,7 %).
| Typologie                                               | Machemont | Oise | France entière |
| ------------------------------------------------------- | --------- | ---- | -------------- |
| Résidences principales (en %)                           | 90        | 90,5 | 82,2           |
| Résidences secondaires et logements occasionnels (en %) | 1,4       | 2,4  | 9,7            |
| Logements vacants (en %)                                | 8,6       | 7    | 8,1            |

### Voies de communication et transports
La commune est desservie, en 2023, par les lignes 664, 681, 6306 et 6334 du réseau interurbain de l'Oise.

## Toponymie
Le nom de la localité est attesté sous les formes Machemont (1215) ; Mons Massae (vers 1250) ; Mont de Machemont (1259) ; Mont du Matz (1570).

## Histoire

### Antiquité
Situé dans la vallée de l'Oise au nord de son confluent avec l'Aisne, Machemont se trouvait dans l'aire culturelle de la Gaule belge. Le village s'est donc trouvé ensuite dans la province romaine de Gallia Belgica.

### Moyen Âge
Saint Amand y prêche le christianisme en 626 et fonde un monastère avec l'autorisation du roi Childéric II.
.
À l'époque carolingienne (752-987), le village de Machemont dépend du comté de Vermandois, qui s'étend de Laon à Saint-Quentin et déborde sur le Noyonnais. Il tire son nom des Viromandui, tribu gauloise jadis très hostile à la conquête romaine.
Au XIIe siècle, la paroisse de Machemont passe sous l'autorité religieuse et temporelle des seigneurs évêques de Noyon. Ils prennent leur indépendance politique à la faveur de la chute des Carolingiens dans une région convoitée par les premiers Capétiens au sud, les comtes de Champagne à l'est et les comtes de Flandres au nord.
Dans ce contexte, en 1103, un prieuré bénédictin est fondé par l'Abbaye Saint-Martin de Tournai dans un petit val appelé "Fond Dieu" où jaillit une source déjà dédiée à saint Amand. Il faut y voir là un ancien lieu de culte celte (un nemeton) recyclé par les religieux en lieu de dévotion chrétien. Le paganisme gallo-romain est encore très imprégné dans les campagnes franques à cette époque. Les moines et les prêtres chrétiens n'ont alors de cesse de transformer tous les lieux de cultes anciens pour en faire les vecteurs de la nouvelle foi. Saint Amand est d'ailleurs, dans l'hagiographie médiévale, celui qui christianise la Gaule belgique.
Ce prieuré est  détruit lors de la Révolution française. Aujourd'hui, il reste quelques vestiges de l'enceinte (un bâtiment, une porte et une petite tour à deux niveaux avec escalier à vis accolée et meurtrières).

### Temps modernes
Les carrières de calcaire de Montigny ont commencées à être exploitées en 1612. Leurs pierres de taille ont servies à l'édification de  bâtiments à vocations publique et religieuse.

### Révolution française et Empire
La commune de Machemont, instituée par la Révolution française, absorbe dès les années 1790-1794 celle de Saint-Amand.

### Première Guerre mondiale
La Première Guerre mondiale est un mauvais souvenir dans la commune. La région a été traversée à plusieurs reprises par les armées et la ligne de front restera durablement à proximité de la commune durant toute la guerre. Aussi, les carrières de craie du massif de Thiescourt seront souvent utilisées pour cantonner les hommes de troupe. Les carrières de Montigny servent ainsi pendant plus de trois ans de casernement de plusieurs unités françaises, ainsi que, durant quelques semaines, d'une unité allemande. L'armée française y cantonne au plus fort des combats environ mille soldats, et y installe un hôpital militaire ainsi qu'une poste de transmission,. D'ailleurs, le village et le hameau de Montigny (au nord-ouest - dont il ne reste aujourd'hui qu'un corps de ferme et quelques maisons en partie ruinées) sont le secteur de cantonnement du 86e régiment d'infanterie, avec ravitaillement par une voie ferrée de 0,60 m pour Decauville.
Les évènements principaux qui ont marqué la commune sont les suivants :
- Août 1914 : Machemont est occupée une première fois lors de l'offensive allemande par l'aile droite allemande (1re armée von Kluck)[17],
- Septembre 1914 : Après la bataille de la Marne, la commune est libérée[18] le 17 lors de la course à la mer par le 38è RI (25è DI) de la 2è armée (Castelnau). Le front se fixe au nord de Ribécourt.
- Mars 1917 : Le front s'éloigne de Machemont[19] parce que l'armée allemande réduit son front entre Arras et Soissons et évacue Noyon pour se retirer sur la Ligne Hindenburg.
- Juin 1918 : lors de la dernière des offensives Ludendorff du printemps 1918, défendu par la 72e division d'infanterie, le village sera occupé[20] et détruit pendant la bataille du Matz.
- Août 1918 : après les contre-offensives française qui concluent en juillet la seconde bataille de la Marne, l'initiative est passé dans le camp allié. Le déclenchement le 8 août d'une offensive à Amiens visant à récupérer le terrain perdu au printemps affecte la situation sur le Matz. En effet, le succès de l'attaque initiale franco-anglaise, invite l'armée française à élargir chaque jour son effort par bond successif vers le sud en faisant glisser ses moyens d'artilleries le long du front (bataille de Picardie). Conjointement à cette dynamique, le Matz est franchie dès le 10 août et Machemont est définitivement libérée[21].

Le village est considéré comme détruit à la fin de la guerre et a  été décoré de la Croix de guerre 1914-1918, le 21 février 19210.

### Seconde Guerre mondiale
Machemont est occupée début juin 1940 après les combats le long du canal du Nord et dans Noyon qui suivirent ceux de la ligne Weygand.
Il est libéré le 1er septembre 1944, par le ˞19e corps d'armée de la 1re armée US de Courtney Hodges qui remontait la route nationale de Compiègne vers Noyon.

## Politique et administration

### Rattachements administratifs et électoraux

#### Rattachements administratifs
La commune se trouve depuis 1926 dans l'arrondissement de Compiègne du département de l'Oise.
Elle faisait partie depuis 1793 du canton de Ribécourt-Dreslincourt. Dans le cadre du redécoupage cantonal de 2014 en France, cette circonscription administrative territoriale a disparu, et le canton n'est plus qu'une circonscription électorale.

#### Rattachements électoraux
Pour les élections départementales, la commune fait partie depuis 2014 du canton de Thourotte.
Pour l'élection des députés, elle fait partie de la sixième circonscription de l'Oise depuis le dernier découpage électoral de 2010.

### Intercommunalité
Machemont est membre de la communauté de communes des Deux Vallées, un établissement public de coopération intercommunale (EPCI) à fiscalité propre créé en 1996 et auquel la commune a transféré un certain nombre de ses compétences, dans les conditions déterminées par le code général des collectivités territoriales.

### Liste des maires
| Période                                  | Période                         | Identité              | Étiquette | Qualité                                                                                    |
| ---------------------------------------- | ------------------------------- | --------------------- | --------- | ------------------------------------------------------------------------------------------ |
| Les données manquantes sont à compléter. |                                 |                       |           |                                                                                            |
|                                          |                                 |                       |           |                                                                                            |
| avant 1900                               |                                 | Adolphe Hector Martin |           |                                                                                            |
|                                          |                                 |                       |           |                                                                                            |
| avant 1981                               |                                 | André Waroquier       |           |                                                                                            |
|                                          |                                 |                       |           |                                                                                            |
|                                          | 1995                            | René Guéry            |           |                                                                                            |
| 1995                                     | 2008                            | André Faure           |           |                                                                                            |
| 2008                                     | En cours (au 20 septembre 2020) | M. Dominique Pastot   |           | Retraité Vice-président de la CC des Deux Vallées (2014 → ) Réélu pour le mandat 2020-2026 |

## Équipements et services publics

### Eau et déchets
La commune partage une station d'épuration avec Chevincourt et Mélicocq.

### Éducation
La commune s'est associée avec celle de Chevincourt pour réaliser un regroupement pédagogique intercommunal (RPI)  avec transport en bus entre les deux villages (matin, midi et soir) et avec cantine à Chevincourt.

## Population et société

### Démographie

#### Évolution démographique
L'évolution du nombre d'habitants est connue à travers les recensements de la population effectués dans la commune depuis 1793. Pour les communes de moins de 10 000 habitants, une enquête de recensement portant sur toute la population est réalisée tous les cinq ans, les populations de référence des années intermédiaires étant quant à elles estimées par interpolation ou extrapolation. Pour la commune, le premier recensement exhaustif entrant dans le cadre du nouveau dispositif a été réalisé en 2004.

En 2022, la commune comptait 808 habitants, en évolution de +17,61 % par rapport à 2016 (Oise : +0,87 %, France hors Mayotte : +2,11 %).
| 1793 | 1800 | 1806 | 1821 | 1831 | 1836 | 1841 | 1846 | 1851 |
| ---- | ---- | ---- | ---- | ---- | ---- | ---- | ---- | ---- |
| 474  | 524  | 567  | 650  | 602  | 596  | 614  | 634  | 657  |

| 1856 | 1861 | 1866 | 1872 | 1876 | 1881 | 1886 | 1891 | 1896 |
| ---- | ---- | ---- | ---- | ---- | ---- | ---- | ---- | ---- |
| 577  | 567  | 619  | 563  | 548  | 502  | 510  | 472  | 476  |

| 1901 | 1906 | 1911 | 1921 | 1926 | 1931 | 1936 | 1946 | 1954 |
| ---- | ---- | ---- | ---- | ---- | ---- | ---- | ---- | ---- |
| 413  | 430  | 378  | 304  | 409  | 469  | 472  | 437  | 468  |

| 1962 | 1968 | 1975 | 1982 | 1990 | 1999 | 2004 | 2006 | 2009 |
| ---- | ---- | ---- | ---- | ---- | ---- | ---- | ---- | ---- |
| 630  | 719  | 665  | 592  | 687  | 748  | 753  | 741  | 728  |

| 2014 | 2019 | 2022 | - | - | - | - | - | - |
| ---- | ---- | ---- | - | - | - | - | - | - |
| 690  | 777  | 808  | - | - | - | - | - | - |

#### Pyramide des âges
La population de la commune est relativement jeune.
En 2018, le taux de personnes d'un âge inférieur à 30 ans s'élève à 33,6 %, soit en dessous de la moyenne départementale (37,3 %). À l'inverse, le taux de personnes d'âge supérieur à 60 ans est de 25,8 % la même année, alors qu'il est de 22,8 % au niveau départemental.
En 2018, la commune comptait 365 hommes pour 384 femmes, soit un taux de 51,27 % de femmes, légèrement supérieur au taux départemental (51,11 %).
Les pyramides des âges de la commune et du département s'établissent comme suit.
| Hommes | Classe d’âge | Femmes |
| ------ | ------------ | ------ |
| 0,3    | 90 ou +      | 1,0    |
| 5,5    | 75-89 ans    | 7,7    |
| 19,2   | 60-74 ans    | 17,7   |
| 23,9   | 45-59 ans    | 20,5   |
| 18,7   | 30-44 ans    | 18,2   |
| 15,8   | 15-29 ans    | 14,8   |
| 16,6   | 0-14 ans     | 20,0   |

| Hommes | Classe d’âge | Femmes |
| ------ | ------------ | ------ |
| 0,5    | 90 ou +      | 1,4    |
| 5,5    | 75-89 ans    | 7,6    |
| 15,6   | 60-74 ans    | 16,3   |
| 20,8   | 45-59 ans    | 20     |
| 19,4   | 30-44 ans    | 19,4   |
| 17,6   | 15-29 ans    | 16,2   |
| 20,6   | 0-14 ans     | 19,1   |

### Manifestations culturelles et festivités
- Le feu de la Saint Jean,
- La Choule,
- La fête communale le dernier week-end d'août,
- Le rallye touristique de l'association La Puce Savante.
- Le salon Nature et Arts du jardin, dont la 10e édition a eu lieu aux carrières de Montigny en avril 2024[35],[36].

- La Nuit de la chauve-souros, dont la 28e édition a eu lieu en août 2024 au carrières de Montigny[37]

Initié en 1983 par Mme Rina Singer (déjà connue des plus jeunes du village par ses conférences sur l'astronomie à l'école) et par l'association Passerelle 2000, Machemont a fait l'objet d'un événement culturel pilote axé sur la confrontation de sa population (rurale) avec « L'ordinateur » (généralité représentant le monde informatique). Cet événement a été structuré par :

- des formations à l'informatique (BASIC, Logo, outils bureautique...), 

- l'équipement de tous les foyers en minitel,

- et chaque semaine en soirée par des conférences scientifiques, culturelles et technologiques présentées par des personnalités nationales (Guy Deniélou, président de l'Université de technologie de Compiègne (UTC), Albert Ducrocq et Rémy Chauvin.
L'initiative s'est conclue après une année et demie, par « Le Procès de L'ordinateur ». Sous un chapiteau dressé dans la cour de l'école, ce procès a été instruit par des habitants volontaires (accusation et défense préparées en deux équipes différentes) devant la population et la presse. À l'issue des témoignages et débats, les habitants se sont prononcés par vote sur la culpabilité de l'ordinateur (oui ou non) puis sur sa peine (acquittement, mise sous contrôle démocratique, destruction). Finalement, l'ordinateur a été jugé non coupable mais placé sous contrôle démocratique.

### Vie associative
La Machemontoise est une association créée en 2008 qui s’est donnée pour vocation de restaurer et d’animer le patrimoine de Machemont, et notamment les carrières de Montigny.

## Économie

### Revenus
En 2018, la commune compte 309 ménages fiscaux, regroupant 765 personnes. La médiane du revenu disponible par unité de consommation est de 24 110 € (22 150 € dans le département).

### Emploi
|                | 2008  | 2013  | 2018  |
| -------------- | ----- | ----- | ----- |
| Commune        | 5,7 % | 7,8 % | 9,5 % |
| Département    | 8 %   | 9,8 % | 10 %  |
| France entière | 8,3 % | 10 %  | 10 %  |

En 2018, la population âgée de 15 à 64 ans s'élève à 475 personnes, parmi lesquelles on compte 80,4 % d'actifs (70,9 % ayant un emploi et 9,5 % de chômeurs) et 19,6 % d'inactifs,. Depuis 2008, le taux de chômage communal (au sens du recensement) des 15-64 ans est inférieur à celui de la France et du département.
La commune fait partie de la couronne de l'aire d'attraction de Compiègne, du fait qu'au moins 15 % des actifs travaillent dans le pôle,. Elle compte 45 emplois en 2018, contre 56 en 2013 et 74 en 2008. Le nombre d'actifs ayant un emploi résidant dans la commune est de 340, soit un indicateur de concentration d'emploi de 13,3 % et un taux d'activité parmi les 15 ans ou plus de 63 %.
Sur ces 340 actifs de 15 ans ou plus ayant un emploi, 22 travaillent dans la commune, soit 7 % des habitants. Pour se rendre au travail, 90,1 % des habitants utilisent un véhicule personnel ou de fonction à quatre roues, 4,8 % les transports en commun, 1,7 % s'y rendent en deux-roues, à vélo ou à pied et 3,4 % n'ont pas besoin de transport (travail au domicile).

### Activités hors agriculture
32 établissements sont implantés  à Machemont au 31 décembre 2019. Le tableau ci-dessous en détaille le nombre par secteur d'activité et compare les ratios avec ceux du département,.
| Secteur d'activité                                                                                        | Commune | Commune | Département |
| Secteur d'activité                                                                                        | Nombre  | %       | %           |
| --- | ------- | ------- | ----------- |
| Ensemble                                                                                                  | 32      |         |             |
| Industrie manufacturière, industries extractives et autres                                                | 1       | 3,1 %   | (7,1 %)     |
| Construction                                                                                              | 6       | 18,8 %  | (13,3 %)    |
| Commerce de gros et de détail, transports, hébergement et restauration                                    | 6       | 18,8 %  | (31,2 %)    |
| Information et communication                                                                              | 3       | 9,4 %   | (2,7 %)     |
| Activités spécialisées, scientifiques et techniques et activités de services administratifs et de soutien | 9       | 28,1 %  | (16,6 %)    |
| Administration publique, enseignement, santé humaine et action sociale                                    | 4       | 12,5 %  | (12 %)      |
| Autres activités de services                                                                              | 3       | 9,4 %   | (9,2 %)     |

Le secteur des activités spécialisées, scientifiques et techniques et des activités de services administratifs et de soutien est prépondérant sur la commune puisqu'il représente 28,1 % du nombre total d'établissements de la commune (9 sur les 32 entreprises implantées  à Machemont), contre 16,6 % au niveau départemental.

### Agriculture
|               | 1988 | 2000 | 2010 | 2020 |
| ------------- | ---- | ---- | ---- | ---- |
| Exploitations | 5    | 3    | 3    | 4    |
| SAU (ha)      | 299  | 400  | 389  | 381  |

La commune est dans le Noyonnais, une petite région agricole occupant le centre-nord du département de l'Oise. En 2020, l'orientation technico-économique de l'agriculture  sur la commune est la culture de céréales et/ou d'oléoprotéagineuses.
Quatre exploitations agricoles ayant leur siège dans la commune sont dénombrées lors du recensement agricole de 2020 (cinq en 1988). La superficie agricole utilisée est de 381 ha,,.

## Culture et patrimoine

### Lieux et monuments
- Les ruines de l'abbaye avec le château de Saint-Amand ;
- Le château de Roberville ;
- Le jardin de Saint-Amand[43].
- le moulin sur le Matz ;
- Au lieu-dit du Pont du Matz, une borne commémorative coiffée d'un casque Adrian indique la limite extrême de l'avance des armées allemandes en 1918 ;
- Les carrières de craie du Lutétien de Montigny, notamment utilisée pour les grands travaux haussmaniens d’ouverture des boulevards de la capitale, et dont l'exploitation cesse pratiquement lors du début de la Première Guerre mondiale. 
Ce lieu, constitué de galeries souterraines, abrite des habitats troglodytes des carriers, puisque jusqu'à 200 personnes y habitaient. 
On y trouve également des traces mémorielles de la Première Guerre mondiale, durant laquelle les carrières servent de cantonnement et d'hôpital militaire et dont subsistent de nombreuses sculptures de soldats sur les murs[44],[45].
Elles peuvent être visitées l'été[46],[47] ;

- L'église Saint-Sulpice de Machemont est reconstruite en 1930 après la destruction de l'édifice précédent lors de la Première Guerre mondiale. 
Cette église, qui comprend un portail de Style néo-roman, est globalement de style art déco.
Le clocher présente une silhouette curieuse s'apparentant à celle d'une tête humaine coiffée d'un chapeau conique. Cet effet (paréidolie), connu des habitants, n'apparaît pas lorsqu'on se promène dans les rues proches de l'église. Il est conseillé de se rendre sur la route de Chevincourt pour le remarquer, ou d'attendre des journées brumeuses. Il est donc impossible de fixer ce mirage par photographie. Lors de ses études, l'auteur du logo a cherché à restituer cet effet afin que les habitants s'approprient le nouveau symbole du village. Après bien des essais, c'est finalement l'emploi d'une photocopieuse, réglée pour contraster très fortement des photos du clocher, qui a permis de révéler l'illusion d'optique
Trois statues et un tabernacle du XVIIIe siècle proviennent de l’église précédente[48] ;

- Face à la mairie et devant l'église du village s'élèvent le monument aux morts communal et un monument dédié aux 86e RI, le 38e RI, 53e RA et le 4e Génie. Il y est inscrit :

« À la mémoire des braves tombés au champ d'honneur autour de Machemont, Attichy, La Carmoy et Les Écouvillon » ;
- Au hameau de Montigny, un monument est élevé par le 86e RI, le 38e RI, le 53e RA et le 4e Génie « À la mémoire des braves tombés au champ d'honneur autour de la Carmoy ». 
Ce monument porte l'inscription :

« Ils sont tombés là, fauchés par la mort au cours d'une ardente défense. Ô passants, enviez leur sort : ils ont régénéré la France » ;
- Site naturel de pêche (parcours le long du Matz, du ru de Saint-Amand et dans l'étang communal) ;
- Chemins de randonnée (boucles de 11, 13 et 25 km).

### Logo
En 1996, la mairie propose aux habitants de participer à un concours dont l'objet est de dessiner le logo du village. Le lauréat (Wilfrid Bouré) a été dévoilé le 17 janvier 1997 lors des vœux du maire. Son logo représente le clocher de l'église en lignes stylisées et ombrées noires. Ce clocher est encadré en haut d'un trait courbe vert, représentant la colline du village couverte de forêt, et en bas d'un trait bleu rectiligne représentant le Matz.

## Pour approfondir